# Battaglia di mezzo agosto
La battaglia di mezzo agosto fu un'importante battaglia aeronavale della seconda guerra mondiale combattuta nel Mediterraneo centrale dall'11 al 13 agosto 1942 in conseguenza del tentativo di rifornire l'isola di Malta (operazione Pedestal) da parte degli Alleati. Si concluse con la netta affermazione a livello tattico delle forze dell'Asse, ma non a livello strategico, stante il successo operativo alleato di rifornire l'avamposto britannico di Malta e di garantirne la sopravvivenza.

## Presupposti
L'estate del 1942 segnò una svolta decisiva per le sorti della seconda guerra mondiale. Gli Alleati, infatti, durante la prima conferenza di Washington (12 dicembre 1941-14 gennaio 1942) avevano stabilito di attaccare le forze dell'Asse partendo dall'Europa Occidentale a cominciare dall'Italia (operazione Sledgehammer).
Difficoltà logistiche nei mesi successivi indussero il cambiamento delle priorità stabilite mettendo in cima alla lista il Nord Africa (operazione Gymnast e Torch).
Determinante in questa azione era Malta, l'isola fortificata da cui decollavano gli aerei per proteggere i convogli Alleati che viaggiavano tra Gibilterra e Suez e soprattutto attaccare quelli dell'Asse in navigazione tra Italia e Libia, fornendo anche una base sicura per i sommergibili.
Proprio le sorti dell'isola furono oggetto dell'incontro al vertice tra Hitler e Mussolini svoltosi a Klesseheim il 29 e 30 aprile 1942 dove si stabilì, tra l'altro, che la programmata offensiva in Nord Africa dell'ACIT (Armata corazzata italo-tedesca) del successivo 26 maggio avrebbe dovuto concludersi con la conquista di Tobruk ed attestarsi sulla linea Sollum-Halfaya per consentire il trasferimento delle forze aeree in Sicilia a supporto di un aviosbarco su Malta. L'invasione dell'isola fu battezzato in codice operazione C3 dagli italiani e operazione Herkules dai tedeschi. Per lo svolgimento di questo compito erano state costituite speciali forze di attacco che si addestravano già da mesi.
L'azione italo-tedesca in Nord Africa, pur potendo contare su forze inferiori in uomini e mezzi a quelle Alleate, per il 20 giugno aveva raggiunto tutti i risultati prefissati a Klesseheim. A questo punto, però, Erwin Rommel chiese ad Hitler l'autorizzazione a proseguire l'azione fino alla conquista di Alessandria d'Egitto e del Cairo. Nonostante la ferma opposizione di Mussolini, del generale Bastico (comandante in Libia) e dello stesso feldmaresciallo Kesselring (responsabile del Comando Forze Sud), il cambiamento di strategia fu ratificato al vertice di Derna del 25 giugno, dopo che Rommel accettò di condurre la sua azione senza ulteriori rinforzi ma senza nemmeno privarsi dei reparti aerei già a sua disposizione.
L'isola fortificata di Malta, che aveva retto con eroica tenacia a tutti i tentativi attuati dall'Asse per impadronirsene o paralizzarla, era però ormai giunta al limite delle sue possibilità di resistenza. Della sua importanza erano ben consci gli inglesi che consideravano la sicurezza dell'isola un elemento fondamentale nel teatro Mediterraneo.
Dopo le gravi perdite subite durante la battaglia di mezzo giugno, in seguito al tentativo di rifornire l'isola con due convogli che erano partiti simultaneamente da Alessandria d'Egitto (operazione Vigorous) e da Gibilterra (operazione Harpoon), gli inglesi si limitarono a rifornire Malta solo attraverso trasporti aerei o usando la leggendaria posamine veloce HMS Welshman.

## Il convoglio alleato
Per far fronte alle necessità di Malta gli Alleati organizzarono un nuovo grosso convoglio di rifornimenti proveniente dall'Atlantico dando vita all'operazione Pedestal. La squadra navale, posta al comando dell'ammiraglio Harold Burrough, era composta da:
- 13 piroscafi: Almeria Lykes, Brisbane Star, Clan Ferguson, Deucalion, Dorset, Empire Hope, Glenorchy, Melbourne Star, Port Chalmers, Rochester Castle, Santa Elisa, Waimarama, Wairangi
- 2 petroliere: Nigeria e Ohio
- 4 portaerei: Eagle (affondata), Furious (con a bordo caccia Spitfire terrestri come rinforzo per l'isola), Indomitable (danneggiata), Victorious

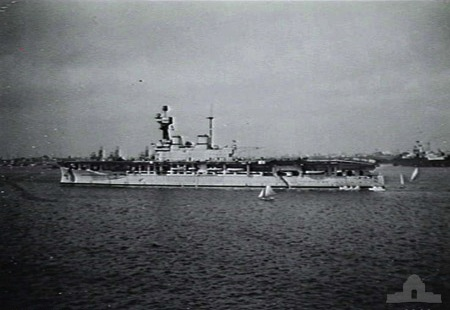
Portaerei HMS Eagle nel 1940

- 2 navi da battaglia: Nelson e Rodney
- 7 incrociatori: Phoebe, Sirius, Charybdis, Nigeria (danneggiato), Kenya (danneggiato), Manchester (gravemente danneggiato e autoaffondato) e Cairo (affondato)
- 24 cacciatorpediniere: Ashanti, Badsworth, Bramham, Bicester, Derwent, Foresight (danneggiato gravemente e autoaffondato), Fury, Intrepid, Ithuriel, Icarus, Ledbury, Matchless, Pathfinder, Penn, Somali, Tartar, Zetland
- 8 sommergibili (Unbroken,...)
- venti mezzi minori

L'imponente forza navale anglo-statunitense salpò da Gibilterra il 10 agosto puntando immediatamente verso il Canale di Sicilia.

## I piani dell'Asse
I movimenti di questa colossale squadra non potevano passare inosservati alle spie italo-tedesche di Gibilterra. I comandi militari dell'Asse decisero di affrontarla con due divisioni navali: la III (incrociatori Bolzano, Gorizia e Trieste) e la VII (incrociatori Eugenio di Savoia, Raimondo Montecuccoli ed Muzio Attendolo) oltre che con sommergibili, MAS, motosiluranti e schnellboote ed il concorso di 784 aerei (328 italiani e 456 tedeschi) provenienti dalle basi della Sardegna e della Sicilia.
Il piano dell'Asse prevedeva un attacco di superficie vicino all'isola di Pantelleria, ma Supermarina era molto allarmata dalla presenza di considerevoli forze aeree di base a Malta ed a bordo delle portaerei di scorta. Mentre in mare le unità minori combattevano con successo la loro battaglia, il continuo battibecco tra gli addetti navali italiani e tedeschi, da una parte, e i responsabili delle forze aeree, dall'altra, avrebbero ridotto il ruolo della Regia Marina a quello di bersaglio; così, la flotta fu richiamata in porto lasciando il campo ai sommergibili e alle unità minori.

## Cronologia degli eventi
La cronologia degli eventi è la seguente
- 11 agosto
  - ore 13: a nord di Algeri il sommergibile tedesco U-73 (al comando del tenente di vascello Rosenbaum) affonda la portaerei Eagle. I suoi aerei già in volo atterrano sulla Victorious che per fare loro posto è costretta a buttare in mare alcuni dei propri
  - il sommergibile italiano Dagabur affonda dopo essere stato speronato dal caccia inglese Wolverine che rimane danneggiato
- 12 agosto:
  - l'aviazione italiana e tedesca di stanza in Sardegna (mattina) e in Sicilia (serata) attacca il convoglio per tutta la giornata ben contrastata dall'artiglieria contraerea delle navi di scorta che ostacolano la loro opera causando la perdita di numerosi aerei. La Regia Aeronautica impiega per la prima volta in battaglia due nuove armi sperimentali, l'Aereo Radio Pilotato e le Motobombe FFF.
  - uno Junkers Ju 88 tedesco a sud della Sardegna danneggia gravemente il piroscafo Deucalion
  - ventisei Re.2001, comprendenti quelli del 2º Gruppo volo e quelli della 362ª Squadriglia del 22º Gruppo autonomo caccia terrestre, vanno in azione come scorta agli aerosiluranti; 2 di essi, dotati di bombe da 640 Kg, partono pochi minuti dopo, indirizzati sulla flotta inglese da un CANT Z.1007 bis ed affiancati da 5 G.50. I 2 Re.2001 si dirigono verso la portaerei Victorious, come per effettuare un appontaggio. Una bomba cade in mare e l'altra sul ponte di volo, ma l'azione non è fortunata in quanto la bomba non fa niente, per poi cadere in acqua. Nel pomeriggio, nove Re.2001 sono di scorta ai Fiat C.R.42 con bombe alari e nella giornata, vengono persi in combattimento 2 Re.2001.
  - il sommergibile italiano Cobalto affonda dopo essere stato speronato dal caccia inglese Ithuriel che rimane danneggiato
  - un SM.79 del 132º Gruppo Autonomo Aerosiluranti italiano con base in Sicilia affonda il cacciatorpediniere Foresight

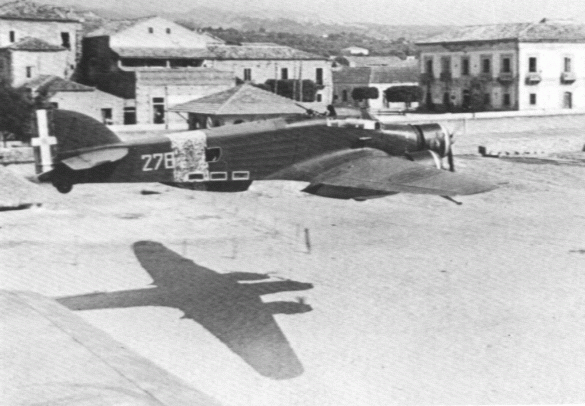
Aereo trimotore da bombardamento Savoia-Marchetti S.M.79 (132º Gruppo, 278ª squadriglia)

- - uno Ju 87 "Picchiatello" (Stuka) del 102º Gruppo Bombardamento a Tuffo italiano partito dalla Sicilia danneggia la corazzata Rodney
  - tre Ju 87 "Stuka" tedeschi colpiscono il ponte della portaerei Indomitable che, con incendi a bordo, ripiega su Gibilterra
  - tramonto: per evitare l'attraversamento del pericolosissimo Canale di Sicilia, come previsto dai loro piani, le corazzate, le portaerei e 3 incrociatori inglesi giunti al largo di Biserta abbandonano il convoglio per rientrare a Gibilterra. A protezione dei piroscafi rimangono 5 incrociatori e 12 cacciatorpediniere
  - ore 20: il sommergibile italiano Axum del tenente di vascello Ferrini all'altezza del Banco Skerki al largo di Capo Blanc inquadra il nemico e lancia "a ventaglio" 4 siluri che raggiungono gli incrociatori Nigeria (ammiraglia) e Cairo oltre alla petroliera Ohio. Il Cairo, persa la poppa, è autoaffondato dall'equipaggio, l'Ohio ed il Nigeria subiscono seri danni ma proseguono. Per soccorrere i naufraghi le navi di scorta sono costrette a rompere la formazione difensiva aprendo ampi varchi nello schermo antiaereo.
  - bombardieri ed aerosiluranti tedeschi affondano i piroscafi Empire Hope e Deucalion (già danneggiato) e ne colpiscono altri quattro (Rochester Castle, Brisbane Star, Clan Ferguson, Santa Elisa). La formazione navale inglese si disunisce ulteriormente.
  - il sommergibile italiano Alagi del tenente di vascello Puccini colpisce l'incrociatore Kenya che, nonostante tutto, riesce a proseguire
  - il sommergibile italiano Bronzo del tenente di vascello Buldrini affonda il già danneggiato mercantile Clan Ferguson.
  - a questo punto gli equipaggi dei piroscafi decidono di invertire la rotta per ritornare a Gibilterra ed i cacciatorpediniere si lanciano al loro inseguimento per costringerli a puntare su Malta. La formazione Alleata si sgrana ulteriormente facilitando l'entrata in azione delle unità navali minori: MAS e motosiluranti italiane oltre alle schnellboote tedesche che ben si destreggiavano tra i pochi passaggi liberi tra i banchi minati al largo di Capo Bon.
  - le motosiluranti MS16 e MS22 affondano l'incrociatore Manchester (il maggior successo colto da questo tipo di imbarcazione in tutta la guerra)
  - la motosilurante MS31 affonda il piroscafo Glenorchy
  - il MAS 557 colpisce il piroscafo Santa Elisa che, già danneggiato, prende fuoco ed affonda
  - il MAS 564 colpisce il piroscafo Rochester Castle
  - il MAS 554 affonda il piroscafo Almeria Lykes (abbandonato prematuramente dall'equipaggio)
  - il MAS 553 affonda il piroscafo Wairangi
- 13 agosto
  - Aerei tedeschi partiti dalla Sicilia colpiscono tre piroscafi: Waimarama (che affonda), Melbourne Star e Dorset e danneggiano ulteriormente la petroliera Ohio
  - Stuka italiani colpiscono ancora la petroliera Ohio
  - a questo punto gli attacchi si diradano perché le navi superstiti possono usufruire della protezione aerea dei caccia levatisi in volo da Malta man mano che si avvicinano alla loro meta.
  - sera: entra in porto il piroscafo Port Chalmers seguito dal Melbourne Star e dal Rochester; a novanta miglia dal porto affonda il Dorset
- 14 agosto
  - pomeriggio: giunge in porto il piroscafo Brisbane Star
  - 18 Re.2001 del 2º Gruppo volo decollano da Pantelleria per scortare tre aerosiluranti Heinkel He 111 diretti all’attacco del convoglio “Pedestal” insieme anche a quattro Messerschmitt Bf 109 tedeschi. Attaccati da alcuni Spitfire inglesi, tre Reggiane al comando del Maggiore Pier Giuseppe Scarpetta si staccano dalla formazione impegnando i cacciatori inglesi e permettendo al resto dello stormo di proseguire. I tre caccia italiani vengono abbattuti.
- 15 agosto
  - mattina: la petroliera Ohio, ormai ridotta ad un relitto ed abilmente condotta dal suo eroico equipaggio, è rimorchiata in porto e, dopo essere stata scaricata, affonda.

## Le perdite
Al termine della battaglia gli Alleati avevano perso 10 dei 15 mercantili, una portaerei, due incrociatori ed un cacciatorpediniere. Inoltre, una portaerei, due incrociatori, tre cacciatorpediniere e tre mercantili, per i danni riportati, rimasero nei cantieri di carenaggio per molti mesi.
L'aviazione Alleata perse anche 34 aerei (5 della RAF e 29 della Royal Navy), 16 dei quali affondati con la portaerei Eagle.
Le forze dell'Asse lamentarono l'affondamento di due sommergibili italiani (Cobalto e Dagabur), il grave danneggiamento di due incrociatori italiani (Bolzano ed Attendolo), il danneggiamento di una Schnellboot tedesca e l'abbattimento di 41 aerei italiani e 19 tedeschi più la perdita di una bomba radiocomandata italiana per un problema tecnico.

## Conseguenze della battaglia
La battaglia di Mezzo Agosto fu un netto successo dell'Asse, che ottenne l'affondamento di numerose unità nemiche. Tuttavia, questa vittoria tattica non ebbe esiti decisivi per l'Asse e quindi non ebbe un significato strategico. Nei mesi successivi le perdite di mercantili dell'Asse ripresero a crescere, soprattutto se considerate in percentuale sul totale inviato. Soprattutto le perdite di carburante furono rilevanti, contribuendo decisamente all'andamento negativo delle operazioni dell'Armata corazzata italo-tedesca in Egitto. 
Per quanto riguarda Malta, l’isola non fu neutralizzata e, anzi, la maggioranza delle perdite inflitte all’Asse (54%) tra agosto e settembre 1942 fu causata da unità dislocate sull'isola. Quindi le difficoltà di rifornimento italo-tedesche furono connesse al fallimento delle operazioni contro la base nemica.
La crisi dei rifornimenti italo-tedesca raggiunse un punto critico già prima dello sbarco alleato in nordafrica (operazione Torch), perché il livello di attrito subito dalle marine mercantili dell'Asse nel corso dei due anni precedenti era stato tale da aver raggiunto un punto di non ritorno. La sostenibilità di un sistema di convogli, infatti, dipende dalle perdite sopportabili, tenendo conto dei possibili rimpiazzi.
Nell'agosto 1941, Supermarina aveva stimato che il livello di perdite accettabile per convoglio fosse del 4-5%. Questo significava che registrare, nel complesso, perdite superiori a quella percentuale rendeva il sistema insostenibile nell'andamento della guerra dei convogli. Quella percentuale fu superata per tutto il 1941 e fu quasi raddoppiata nel 1942.
Il 1º ottobre 1942 il ministro delle comunicazioni Giovanni Host-Venturi, lamentava la mancanza di almeno 167 000 tonnellate di naviglio mercantile per le esigenze dei trasporti complessivi nel Mediterraneo, e il ritmo di costruzione delle nuove unità era troppo basso e insufficiente.
Peraltro, per l'Asse non esistevano effettive possibilità di recuperare altro naviglio in quel momento. Solo dopo l'occupazione della Francia di Vichy (Operazione Anton), nel novembre 1942,  alcune centinaia di migliaia di tonnellate di navi mercantili furono recuperate, ma era ormai troppo tardi. Lo stesso Mussolini aveva ammesso con Rommel, il 24 settembre, che la situazione dei trasporti dell'Asse era critica, non avendo più a disposizione capacità di carico sufficiente per soddisfare le richieste di rifornimento del sistema logistico italo-tedesco, che non comprendeva solo la Libia, ma anche l'Egeo, l'Adriatico e le isole italiane. 
Nonostante la vittoria tattica di Mezzo Agosto, la situazione dell'Asse era dunque già precaria e sarebbe diventata critica nei mesi successivi. Il successo si rivelò ininfluente, dato che non riuscì a cambiare la situazione operativa e strategica generale, mentre gli alleati poterono consapevolmente correre maggiori rischi di consistenti perdite nell'assicurarsi la superiorità strategica nel Mediterraneo.